# 马加丹自然保护区
马加丹自然保护区（俄语：Магаданский заповедник）是俄罗斯的一处自然保护区（严格自然保护区）。保护区位于俄羅斯遠東地區的马加丹州奧拉區地区的四个不同的区域，包括鄂霍次克海的北岸。

## 概况
保护区内的各处地点都相距甚远，各自拥有不同的气候，地形，植物和动物，也没有定居点或交通路线。在该地区的溪流中，分布着一些最大型的石首鱼和银大麻哈鱼的产卵地。保护区内还有一处叫亚姆斯基岛的区域，是海鸟的聚集地。岛上总共有多达600万只鸟类。这些鸟类的品种包括小海雀、海雀、眼镜斑纹的海雀和角海雀。最近，该保护区工作人员已经尝试组织了一次非常有限的游轮访问（约200名乘客左右），队伍到达了其中一个岛屿。保护区管理方已经开始着手研究：如何在交通不便的地区增加教育性生态旅游的方案。

## 地形
保护区最大的区域是卡瓦-切洛姆金斯基（Kava-Chelomdzhinskogo）地块（624,456公顷），位于马加丹的西南角。由两个区域自然保护区卡瓦（Kava）和卡文斯卡亚（Kavinskaya）将其与鄂霍次克海分开。第二大区是谢伊姆昌（Seymchansky）地块（117,839公顷），沿科雷马河，距马加丹市520公里。第三大区是科尼半岛（Koni Peninsula）上延伸到鄂霍次克海的奥拉地区（103,434公顷）。第四区是亚姆斯基地块（38,809公顷），位于该保护区的西南部，而它本身分为沿海地区、洪泛平原和岛屿区域。

## 气候和生态区
马加丹的气候是温带大陆性湿润气候，有凉爽的夏季，（柯气候分类：Dfc）。这种气候的特点是冬天漫长而寒冷，夏天较短而凉爽。
马加丹位于切尔斯基山脉-科雷马山原的冻原生态区。这个生态区包括西伯利亚东北部的山区，是一个极度寒冷和极端干旱的生态区。

## 植物群和动物群
超过半数的保护区是针叶林，大部分是落叶松。第二种最常见的树种是匍匐雪松。在哺乳动物中，常见的种类有田鼠、花栗鼠、鼠兔、棕熊、狐狸、水貂、紫貂、雪貂。

## 生态旅游
作为一个严格自然保护区，马加丹自然保护区只对得到公园管理部门许可的科学家和以“环境教育”为目的者开放。但是，保护区现在向公众提供了去现场进行生态旅游的机会，但公众游客必须加入由保护区管理员领导的小组，并必须提前获得书面许可。在马加丹市的保护区办公室里，有一个供公众游客观看的自然展览馆。